# Aeroportul Iringa
Aeroportul Iringa (IATA: IRI, ICAO: HTIR) este un aeroport din Regiunea Iringa, Tanzania ce deservește zona Iringa. Aeroportul a fost tranzitat în decembrie 2017 de 773 de pasageri. A fost numit după zona deservită.
Situat la o altitudine de 1.426 m, aeroportul dispune de o singură pistă. Este operat de Tanzania Airports Authority⁠(d).